# Affaire Mathis Jouanneau
L'affaire Mathis Jouanneau - ou affaire Mathis - est une affaire judiciaire française.

## Déroulement de l’affaire
Le 4 septembre 2011, Nathalie Barré signale la disparition de Mathis, son fils de huit ans, parti deux jours plus tôt en week-end avec son père, Sylvain Jouanneau, dans le cadre d’un droit de visite et d'hébergement.
Le père de l'enfant, Sylvain Jouanneau, a été condamné en 2015 à 20 ans de prison pour avoir enlevé et séquestré son fils. Il est désormais incarcéré à la prison de Val-de-Reuil (Eure). Cet ancien cadre divorcé devenu maçon n'a jamais ramené son fils à sa mère le 4 septembre 2011, à Caen, comme il aurait dû le faire au terme de son droit de garde du week-end.
Arrêté trois mois plus tard près d'Avignon après avoir été aperçu à six reprises, toujours seul, il n'a jamais fourni la moindre indication sur le sort du garçon, répétant l'avoir confié à des tiers à l'étranger.  Il déclare  que Mathis était "en sécurité" avec ces personnes en lesquelles il dit avoir "toute confiance". Il ajoute également que "(ses) frères musulmans" prendraient en charge Mathis s'il devait arriver quelque chose à son père. Sylvain Jouanneau s'est converti à la religion musulmane en 2006-2007. Des recherches sont lancées dans des institutions musulmanes et chrétiennes en Espagne, en Italie et au Maroc qui ne donnent aucun résultat. Une instruction pour homicide est toujours en cours,.
En février 2015, pour soutenir les recherches, Mireille Ballestrazzi, directrice de la police judiciaire centrale, propose de réaliser un portrait de l'enfant vieilli. Seulement un logiciel, dont la structure est située aux États-Unis, existe pour permettre la réalisation de ce projet. Nathalie Barré adresse des photos de ses deux premiers enfants, de Mathis et d’elle-même à la structure américaine spécialisée et reçoit le portrait quelques mois plus tard, en juillet 2015. 
Le 12 novembre 2015, Nathalie Barré écrit un livre avec Franck Bodereau, rédacteur en chef adjoint de France 3 Normandie, dans lequel y figure le récit de son combat pour retrouver Mathis.
Lassée par l'absence de résultats, la mère de Mathis, Nathalie Barré, a lancé le 10 février 2019 une cagnotte sur Leetchi dans laquelle, un an plus tard, en mars 2020, plus de 4.600 € ont été récoltés. Les fonds collectés ont pour but de mener des recherches privées, parallèles à celles des enquêteurs,. 
En 2019, dans le cadre de cette enquête, l'avocate de Nathalie Barré, Aline Lebret, décide de déposer une assignation contre l'État pour dysfonctionnement du service public de la justice.
En septembre 2022, Sylvain Jouanneau demande la révision de sa condamnation auprès de la Cour de cassation. Pour que cette démarche, exceptionnelle, aboutisse, le condamné doit apporter un fait nouveau ou un élément inconnu du tribunal lors de son procès. Sa demande est rejetée et il est transféré dans une prison plus adaptée aux longues peines, en Dordogne.

## Documentaires télévisés
- [vidéo][magazine] « Mathis Jouanneau, enlevé par son père en 2011 » sur M6, 29 septembre 2021.